# Aoraki stephenensis
Espèce
Synonymes
- Rakaia inerma stephenensis Forster, 1952

Aoraki stephenensis est une espèce d'opilions cyphophthalmes de la famille des Pettalidae.

## Distribution
Cette espèce est endémique de Nouvelle-Zélande. Elle se rencontre sur l'île Stephens.

## Description
Le mâle holotype mesure 2,25 mm et la femelle paratype 2,55 mm.

## Systématique et taxinomie
Cette espèce a été décrite sous le protonyme Rakaia inerma stephenensis par Forster en 1952. Elle suit son espèce dans le genre Aoraki en 2007. Elle est élevée au rang d'espèce par Giribet en 2020.

## Étymologie
Son nom d'espèce, composé de stephen et du suffixe latin -ensis, « qui vit dans, qui habite », lui a été donné en référence au lieu de sa découverte, l'île Stephens

## Publication originale
- Forster, 1952 : « Supplement to the Sub-order Cyphophthalmi. » Dominion Museum Records in Entomology, vol. 1, no 9, p. 179–211.